# Almere City Football Club
O Almere City FC é um clube de futebol holandês da cidade de Almere. Foi fundado em 2001 com o nome FC Omniworld. Manda seus jogos no Yanmar Stadion, com capacidade para 4.500 pessoas.